# Kathleen Best
Kathleen Best – verheiratet Thompson (* um 1933) ist eine englische Tischtennisspielerin mit einer aktiven Laufbahn in den 1950er Jahren. Sie gewann bei Weltmeisterschaften zwei Silber- und drei Bronzemedaillen.

## Werdegang
1951 bestritt Kathleen Best ihr erstes Länderspiel, und zwar gegen Deutschland. Danach gab sie ihren Job auf,′ um sich ganz auf den Tischtennissport zu konzentrieren.
Von 1952 bis 1959 wurde Kathleen Best viermal für Weltmeisterschaften nominiert. Dabei erreichte sie 1952 im Doppel das Viertelfinale, im Mannschaftswettbewerb holte sie Bronze. 1953 erreichte sie im Doppel mit der Österreicherin Ermelinde Wertl das Halbfinale und mit dem englischen Team das Endspiel. An der Seite von Ann Haydon gewann sie 1954 im Doppel Silber, die Mannschaft holte Bronze. 1960 nahm sie an der Europameisterschaft teil, wo sie im Doppel mit D.Collins Dritte und mit dem Team Zweite wurde.
1960 siegte sie bei den Internationalen Deutschen Meisterschaften im Doppel mit Diane Rowe.
1953 belegte sie in der Weltrangliste Platz neun.

## Privat
Am 31. Dezember 1952 heiratete Kathleen Best den englischen Tischtennisnationalspieler Alan Thompson. 1955 unterbrach sie ihre Karriere, da sie einen Sohn bekam.

## Turnierergebnisse
| Verband | Veranstaltung       | Jahr | Ort      | Land | Einzel        | Doppel        | Mixed         | Team |
| ------- | ------------------- | ---- | -------- | ---- | ------------- | ------------- | ------------- | ---- |
| ENG     | Europameisterschaft | 1960 | Zagreb   | YUG  |               | Halbfinale    |               | 2    |
| ENG     | Weltmeisterschaft   | 1959 | Dortmund | FRG  | letzte 16     | letzte 16     | letzte 64     | 4    |
| ENG     | Weltmeisterschaft   | 1954 | Wembley  | ENG  | Viertelfinale | Silber        | Viertelfinale | 3    |
| ENG     | Weltmeisterschaft   | 1953 | Bukarest | ROU  | Viertelfinale | Halbfinale    | Viertelfinale | 2    |
| ENG     | Weltmeisterschaft   | 1952 | Bombay   | IND  | letzte 16     | Viertelfinale | letzte 16     | 3    |